# Бащинство
„Бащинство“ (на английски: Fatherhood) е американска трагикомедия от 2021 година на режисьора Пол Вайц, който е съсценарист с Дейна Стивънс, базиран е на мемоарната книга „Две целувки за Мади: Мемоар за загубата и любовта“ през 2011 г., написана от Матю Логелин. Във филма участват Кевин Харт, Мелоди Хърд, Алфри Удард, Лил Рел Хауъри, Деуанда Уайз, Антъни Кариган, Франки Фейсън и Пол Райзър.